# Conferenza permanente per i rapporti tra lo Stato, le regioni e le province autonome
La Conferenza permanente per i rapporti tra lo Stato, le Regioni e le Province autonome (detta anche Conferenza Stato-Regioni) è un organismo collegiale italiano finalizzato alla collaborazione istituzionale tra lo Stato e le regioni.

## Storia
Un precedente può essere rintracciato nella Commissione interregionale "composta dai presidenti delle giunte delle Regioni a statuto ordinario e speciale". Essa fu istituita con l'articolo 13 della legge statale 16 maggio 1970, n. 281, e fu successivamente soppressa dall'articolo 3, comma 1, del decreto legislativo 16 dicembre 1989, n. 418.
La Conferenza Stato-Regioni vera e propria venne istituita con il D.P.C.M. 12 ottobre 1983, inizialmente come organismo non permanente e assimilato a un comitato interministeriale, avente infatti come membri necessari soltanto alcuni ministri, oltre al presidente del Consiglio che ha potere discrezionale nella convocazione. La Conferenza ha compiti di: informazione, consultazione e raccordo, in relazione agli indirizzi di politica generale che possono incidere a livello regionale e locale (escluse le competenze tipicamente statali come, ad esempio, la difesa).
Il decreto legislativo 16 dicembre 1989, n. 418, emanato in attuazione dell'articolo 12, comma 7, della legge statale 23 agosto 1988, n. 400, lo trasforma in un organismo misto a riunioni periodiche (almeno ogni sei mesi).
Solo nel 1997, con il decreto legislativo n. 281, si è giunti a una disciplina organica dell'organismo e alla sua unificazione con la Conferenza Stato-città e autonomie locali per i compiti d'interesse comune.
La legge Bassanini fa della Conferenza un passaggio obbligato nel processo di devoluzione di funzioni dallo Stato alle regioni e delega il Governo a ridefinire e ampliare le attribuzioni della Conferenza. Inoltre i compiti di rilievo nazionale sono sottratti al conferimento alle regioni d'intesa con la Conferenza, mentre se non vi è intesa i decreti possono ugualmente essere adottati con delibera motivata del Consiglio dei Ministri.
Le leggi La Loggia e Buttiglione fanno sì che la Conferenza e la Commissione parlamentare sulle questioni regionali si esprimano su decreti delegati per la ricognizione dei principi delle materie ripartite. La Conferenza concorda col governo i modi di partecipazione delle regioni ai lavori degli organismi comunitari e le relative delegazioni (almeno un rappresentante per le regioni a statuto speciale).
La proposta di riforma costituzionale Renzi-Boschi, non attuata, avrebbe comportato una variazione delle competenze. Nel 2016 sono state presentate varie proposte in merito.

### Legge costituzionale del 2006
Nella XIV legislatura il Parlamento ha approvato in via definitiva un disegno di legge costituzionale che ha riformato l’intera Parte II della Costituzione relativa all’ordinamento della Repubblica. Il testo della legge è stato sottoposto a referendum popolare, ai sensi dell’art. 138 Cost., il 25 e 26 giugno 2006, con esito non favorevole all’approvazione e, pertanto, la riforma non è entrata in vigore.
Nel corso dell’esame del progetto di riforma (A.S. 2544 - A.C. 4862) è stato introdotto nel disegno di legge costituzionale il riferimento alle Conferenze tra lo Stato e gli enti territoriali. Una modifica dell’articolo 118 della Costituzione affida alla legge l’istituzione delle Conferenze con il compito di “realizzare la leale collaborazione e per promuovere accordi e intese”; il rinvio è alla legge bicamerale, ossia a partecipazione paritaria Camera e Senato, ai sensi del nuovo art. 70, terzo comma, della Costituzione.
Si prevede, inoltre, che per le medesime finalità la legge possa istituire altre Conferenze tra lo Stato e gli enti di cui all’articolo 114. Sulla proposta di modifica si sviluppò un dibattito pubblico a livello istituzionale.
Fu espressa grande preoccupazione per l’approvazione della modifica all’articolo 118, che, costituzionalizzando la Conferenza Stato-Regioni ed estendendo i suoi compiti oltre le sole funzioni amministrative, avrebbe potuto incidere sulle prerogative del Parlamento, con particolare riguardo al Senato.
Un ulteriore riferimento alle Conferenze è stato introdotto nell’ambito del coordinamento interistituzionale da parte del Senato con le autonomie territoriali (art. 127-ter), laddove si stabilisce che la legge chiamata a disciplinare tale forma di raccordo avrebbe dovuto fare salve le competenze delle Conferenze Stato-regioni e Stato-autonomie locali.
L’opportunità della “costituzionalizzazione” delle Conferenze era stata una delle questioni discusse nel corso dell’indagine conoscitiva svolta dalla I Commissione della Camera in sede referente nel maggio-giugno 2004. Pur nella piena condivisione della centralità del ruolo svolto Conferenze soprattutto dopo la riforma del Titolo V, alcuni degli esperti auditi avevano ritenuto opportuno l’inserimento nella Costituzione delle Conferenze, mentre altri si erano espressi in favore della costituzione di una Camera federale; soltanto nel caso di mancato raggiungimento della composizione delle istanze in Senato, si sarebbe potuto pensare a un rilievo costituzionale delle Conferenze.
Altri ancora hanno asserito che il nuovo quadro istituzionale avrebbe richiesto comunque una definizione delle relazioni tra i diversi organi istituzionali, comprensivo del raccordo con il sistema delle Conferenze. Con detta ultima posizione si sono allineati gli organi di rappresentanza degli enti territoriali. In particolare, nel documento congiunto presentato dall’ANCI e dall’UPI nel corso dell’audizione svolta presso la Commissione affari costituzionali della Camera il 30 giugno 2004, si chiede, da un lato, la costituzionalizzazione dell’istituto delle Conferenze, dall’altro, una modifica della loro disciplina per un rafforzamento del peso delle volontà politiche espresse al loro interno.

## Composizione
La presidenza della Conferenza permanente per i rapporti tra lo Stato, le regioni e le province autonome è affidata al presidente del Consiglio dei ministri, vicepresidente è il Ministro per gli affari regionali e le autonomie. La Conferenza è composta, oltre che dal presidente del Consiglio e dal ministro per gli Affari regionali, dai presidenti di tutte le regioni italiane e le province autonome, eventualmente dai ministri interessati agli argomenti iscritti all'ordine del giorno e da rappresentanti di amministrazioni dello Stato e di enti pubblici.

## Funzioni
La Conferenza svolge le seguenti funzioni:
- consulenza su linee generali dell'attività normativa (sia del Governo che del Parlamento) che interessa direttamente le Regioni, anche su obiettivi di programmazione economico-finanziaria e di bilancio;
- consulenza su criteri generali relativi all'esercizio della funzione statale d'indirizzo e di coordinamento fra Stato ed altri enti, su indirizzi generali circa l'elaborazione e l'attuazione degli atti comunitari che riguardano le competenze regionali;
- consulenza su altri argomenti per i quali il presidente del Consiglio dei ministri reputi opportuno il parere della Conferenza;
- nomina dei responsabili di enti ed organi che svolgono attività o prestano servizi strumentali all'esercizio delle funzioni concorrenti di Governo, regioni e province autonome;
- deliberare nell'ambito delle materie indicate dalla legge.

## Rilievi costituzionali
La conferenza Stato-Regioni assume particolare rilevanza nelle materie lasciate alla competenza concorrente di Stato e Regioni dal titolo V della Costituzione, come stabilito dalla Corte costituzionale della Repubblica Italiana:
(Sentenza n. 165/2011 sul decreto-legge recante misure urgenti in materia di energia (n. 105 del 2010))

## Riferimenti normativi
- Articolo 12 della Legge 23 agosto 1988, n. 400 - Disciplina dell'attività di Governo e ordinamento della Presidenza del Consiglio dei Ministri
- D.Lgs. 16 dicembre 1989, n. 418 - Riordinamento delle funzioni della Conferenza permanente per i rapporti tra lo Stato, le regioni e le province autonome di Trento e Bolzano e degli organismi a composizione mista Stato-regioni, in attuazione dell'art. 12, comma 7, della legge 23 agosto 1988, n. 400
- Decreto legislativo 28 agosto 1997, n. 281 - Definizione ed ampliamento delle attribuzioni della Conferenza permanente per i rapporti tra lo Stato, le regioni e le province autonome di Trento e Bolzano ed unificazione, per le materie ed i compiti di interesse comune delle regioni, delle province e dei comuni, con la Conferenza Stato - città ed autonomie locali.
- Legge Bassanini
- Art. 59 del Decreto legislativo 3 aprile 2006, n. 59